# 索尔布 (埃罗省)
索尔布（法語：Sorbs）是法国埃罗省的一个市镇，属于洛代夫区（Lodève）勒凯拉县（Le Caylar）。该市镇总面积20.2平方公里，2009年时的人口为36人。

## 人口
索尔布人口变化图示